# کانگ یون-می (اسکیت‌باز سرعت)
کانگ یون-می (انگلیسی: Kang Yun-mi؛ زادهٔ ۱۰ فوریه ۱۹۸۸) اسکیت‌باز سرعت اهل کره جنوبی است.